# Luke Hancock
Patrick Lucas "Luke" Hancock (Roanoke, Virginia, 30 de enero de 1990) es un exjugador de baloncesto estadounidense que jugó una temporada en la liga griega. Fue elegido mejor jugador del torneo de la NCAA en 2013. Con 1,98 metros de altura, jugaba en la posición de alero.

## Trayectoria deportiva

### Universidad
Hancock fue reclutado por la Universidad George Mason para jugar en los George Mason Patriots por su entrenador Jim Larrañaga. Jugó dos temporadas, promediando en la primera 7,7 puntos y en la segunda 10,9 puntos por partido. En esa segunda temporada fue incluido en el tercer mejor quinteto de la Colonial Athletic Association.
Pero Larrañaga y todo su equipo técnico se fue a la Universidad de Miami, y Hancock fue transferido a los Cardinals de la Universidad de Louisville, donde jugó otras dos temporadas, en las que promedió 10,1 puntos y 2,6 rebotes por partido. En 2013 se proclamaron Campeones de la NCAA, y fue elegido Mejor Jugador del Torneo. Anotó 20 puntos en la semifinal ante Wichita State Shockers, y en la final logró 14 puntos de forma consecutiva en la primera mitad para contrarrestar los 12 de ventaja que habían tomado los Michigan Wolverines. Acabó el partido con 5 de 5 en triples, siendo la primera vez en la historia de la competición en la que se elegía a un jugador reserva como MVP.

### Profesional
Tras no ser elegido en el Draft de la NBA de 2014, jugó con los Orlando Magic y los Houston Rockets en las Ligas de Verano de la NBA. En el mes de septiembre fichó por los Memphis Grizzlies, pero fue despedido antes del comienzo de la temporada.
El 4 de noviembre fichó por el Panionios B.C. de la liga griega, pero tras seis partidos disputados sufrió un desgarro muscular en el gemelo. La lesión le hizo darse cuenta de que debía enfocar su futuro al margen del deporte, y decidió retirarse y trabajar como asesor financiero.